# Донауштадт
Донауштадт (нем. Donaustadt) — двадцать второй и самый большой район Вены.
Площадь района составляет 102,3 км², население — 198 806 человек (1 января 2021), плотность населения — 1908 чел./км².
Сравнительно молодой район, Донауштадт был образован указом правительства Вены в 1946 году. Район поглотил бывшие поселения Кагран, Асперн, Брайтенлее, Эсслинг и Леопольдау.
Донауштадт — самый большой район Вены. Он расположен на востоке города и граничит с Флоридсдорфом на северо-западе, а также Леопольдштадтом и Зиммерингом на другом берегу Дуная; к востоку, за чертой Вены, к нему примыкает город Гросс-Энцерсдорф. На окраинах района сохраняется сельский уклад жизни, товарное сельское хозяйство, одновременно продолжается массовая жилая застройка бывших полей и огородов.

Территория района вошла в состав Вены только в 1938 году. С 1945 по 1954 годы находился в земле Нижняя Австрия, которая тогда входила в состав советской зоны оккупации. С 1954 входит в состав Земли Вена, как район Донауштадт.
В Донауштадте расположен Венский международный центр, в котором находятся венские здания ООН («Город ООН»); в 1990-е и 2000-е годы вокруг международного городка выстроены высотные офисные и жилые дома собственно Донауштадта. К востоку от него в 1980-е годы был построен крупный жилой комплекс представительств СССР при международных организациях в Вене, поныне принадлежащий МИД РФ. Крупнейшее промышленное предприятия района — автосборочный завод Adam Opel Gmbh.
На территории района произошла Асперн-Эсслингская битва (21—22 мая 1809); в память об этой битве центральные площади бывшего города Асперн названы Aspernheldensplatz (Площадь героев Асперна) и Aspernsiegesplatz (Площадь победы Асперна).

## Население
| Год  | Численность |
| ---- | ----------- |
| 2005 | 144820      |
| 2006 | 146892      |
| 2007 | 149083      |
| 2008 | 150967      |

| Год  | Численность |
| ---- | ----------- |
| 2009 | 153148      |
| 2010 | 155527      |
| 2011 | 158417      |
| 2012 | 161957      |

| Год  | Численность |
| ---- | ----------- |
| 2013 | 165265      |
| 2014 | 168394      |
| 2015 | 172978      |
| 2016 | 180272      |

| Год  | Численность |
| ---- | ----------- |
| 2017 | 184188      |
| 2018 | 187007      |
| 2019 | 191008      |
| 2020 | 195230      |